# Fausto Sozzini

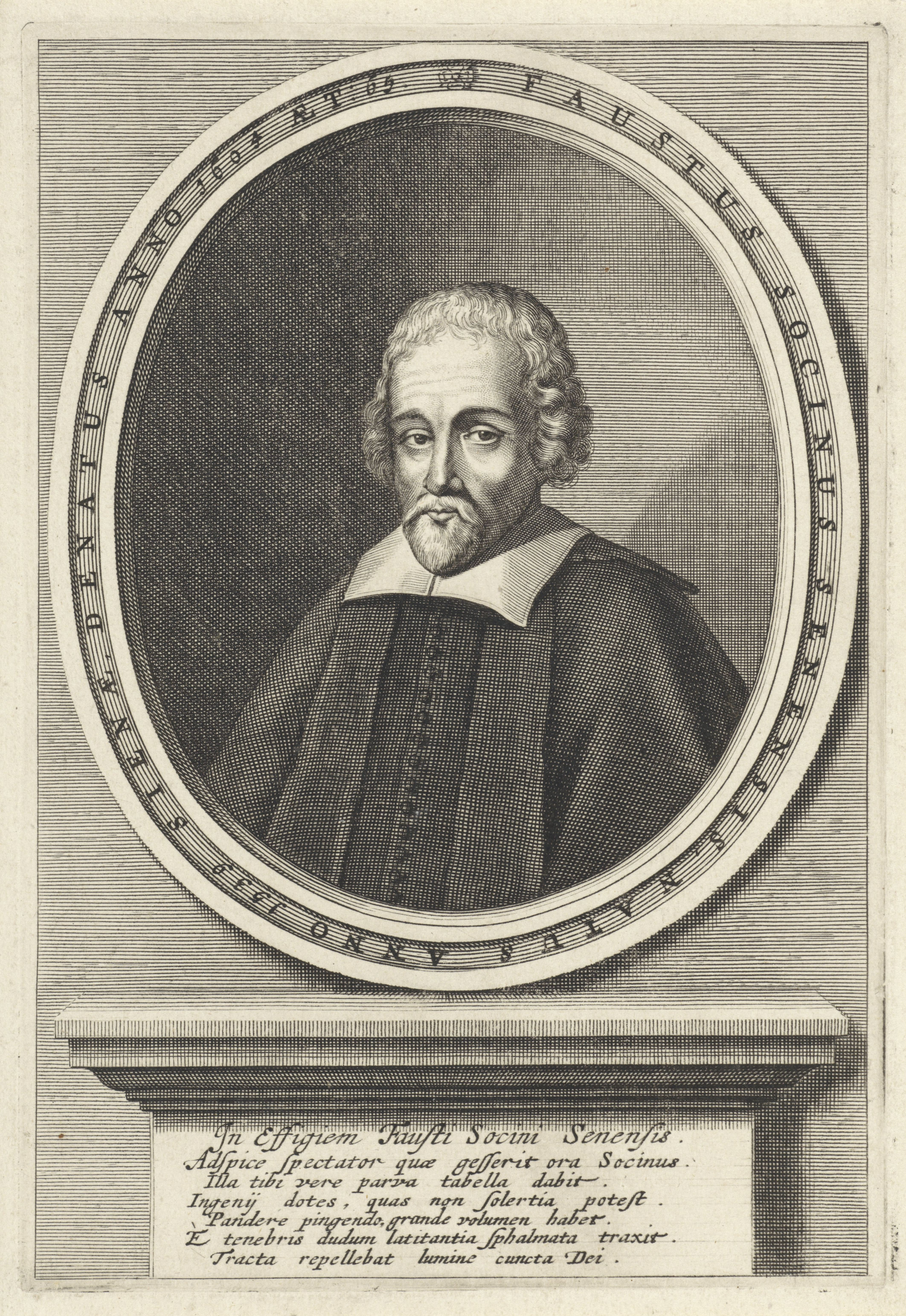
Fausto Sozzini

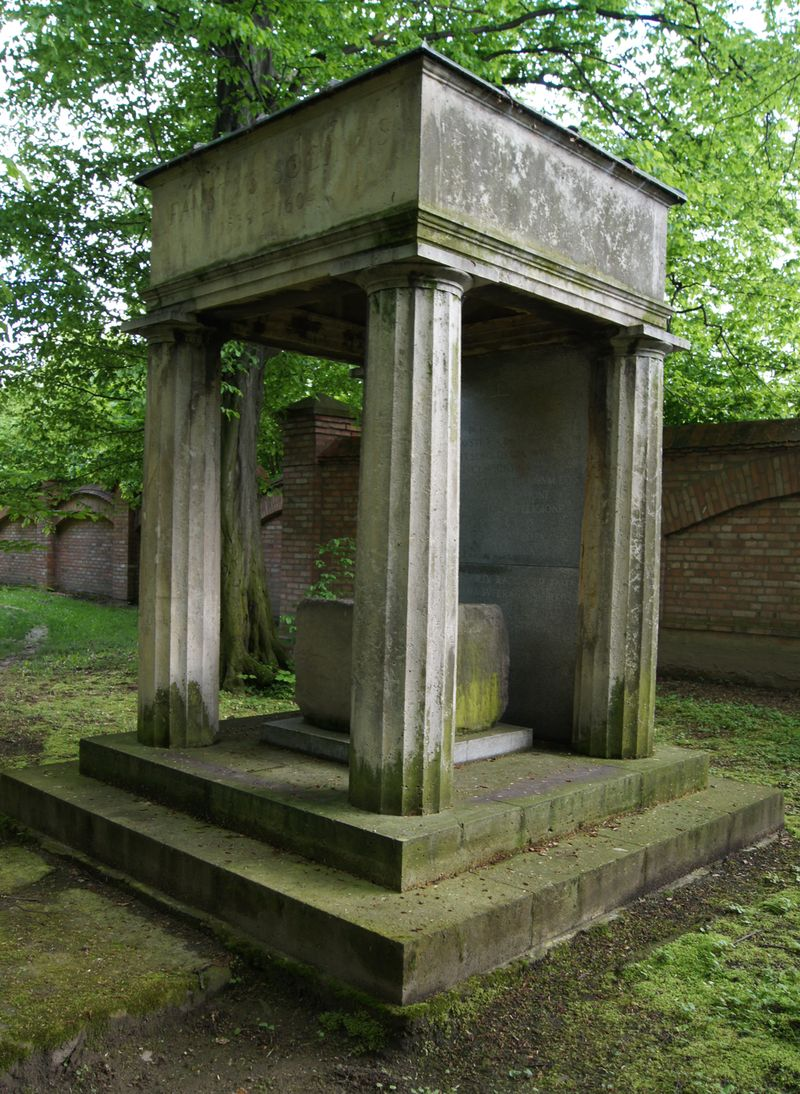
Mausoleum von Faustus Socinus in Luslawice

Fausto Paolo Sozzini, auch Sozini, Socini, Sozin und Faustus (* 5. Dezember 1539 in Siena; † 3. März 1604 in Lusławice, Polen), war ein italienischer Jurist und unitarischer Theologe und wurde zusammen mit seinem Onkel Lelio Sozzini zu einer Leitfigur der Art des Unitarismus, die später Sozinianismus genannt wurde.

## Leben und Wirken
Sozzini war nach der Tochter Fillide das zweite Kind von Alessandro Sozzini und seiner Frau Agnese Petrucci. Er wurde früh Waise und wurde von seinem Onkel Celso aufgenommen. Er studierte Rechtswissenschaften in Bologna und interessierte sich schon früh für theologische Fragen. Er musste 1559 seine Heimatstadt Siena verlassen und lebte ab 1562 in Zürich. Durch die Aufbewahrung und das Studium des literarischen Nachlasses seines Onkels Lelio Sozzini eignete er sich auch dessen theologische Überzeugungen an. 1563 kehrte er nach Italien zurück und war zwölf Jahre Sekretär am florentinischen Hof, und zwar in den letzten Jahren der Herrschaft von Cosimo I. de’ Medici. 1574 musste er abermals vor der Inquisition fliehen und begab sich nach Basel, wo er weiter theologische Studien betrieb. 1578 zog er dann weiter nach Siebenbürgen, um in dem zwischen Franz Davidis und Giorgio Biandrata ausgebrochenen Streit über die Anbetung Christi als Schiedsrichter zu fungieren. Ebenso erfolglos bekämpfte er im folgenden Jahr in Krakau täuferische Positionen der dortigen Polnischen Brüder. Erst 1603 wurden täuferische Tendenzen aus der Gemeinde der Unitarier ausgeschlossen.
In den Jahren 1583 bis 1587 lebte Sozzini in Pawlikowice, unter dem Schutz von Krysztof Morsztyn, wo er 1586 dessen Tochter Elisabeth heiratete. Seit 1587 lebte er wieder in Krakau, wo das einzige Kind der Ehe geboren wurde – Agnieszka, die Mutter von Andrzej Wiszowaty. Nachdem ihn die Krakauer Studenten als Häretiker misshandelt hatten und alle seine Papiere verbrannt worden waren, zog er 1598 in das nahe Lusławice, wo er die letzten Lebensjahre unter dem Schutz eines polnischen Adeligen verbrachte. Sozzini war maßgeblich am Zustandekommen des ein Jahr nach seinem Tod erstmals publizierten Rakówer Katechismus der Polnischen Brüder beteiligt gewesen.

## Werke
- Brevis explicatio in primum Iohannis caput. Lyon 1562, Amsterdam 1569 (deutsch: Kurze Erklärung über den Prolog des Johannesevangeliums.[2] (Es gibt auch ein Brevis explicatio in primum Iohannis caput (1559) von Lelio Sozzini).
- Fausti Socini senensis opera omnia (deutsch: Gesamtes Werk von Fausto Sozzini aus Siena), hrsg. E. Scribano, 2004